# Каштан їстівний
Кашта́н їстівни́й (Castanea sativa) — багаторічна листопадна рослина родини букових, є видом каштана. Цінна медоносна, горіхоплідна, декоративна культура. Інші назви — кашта́н соло́дкий, кашта́н спра́вжній, кашта́н благоро́дний., каштан європейський.

## Опис

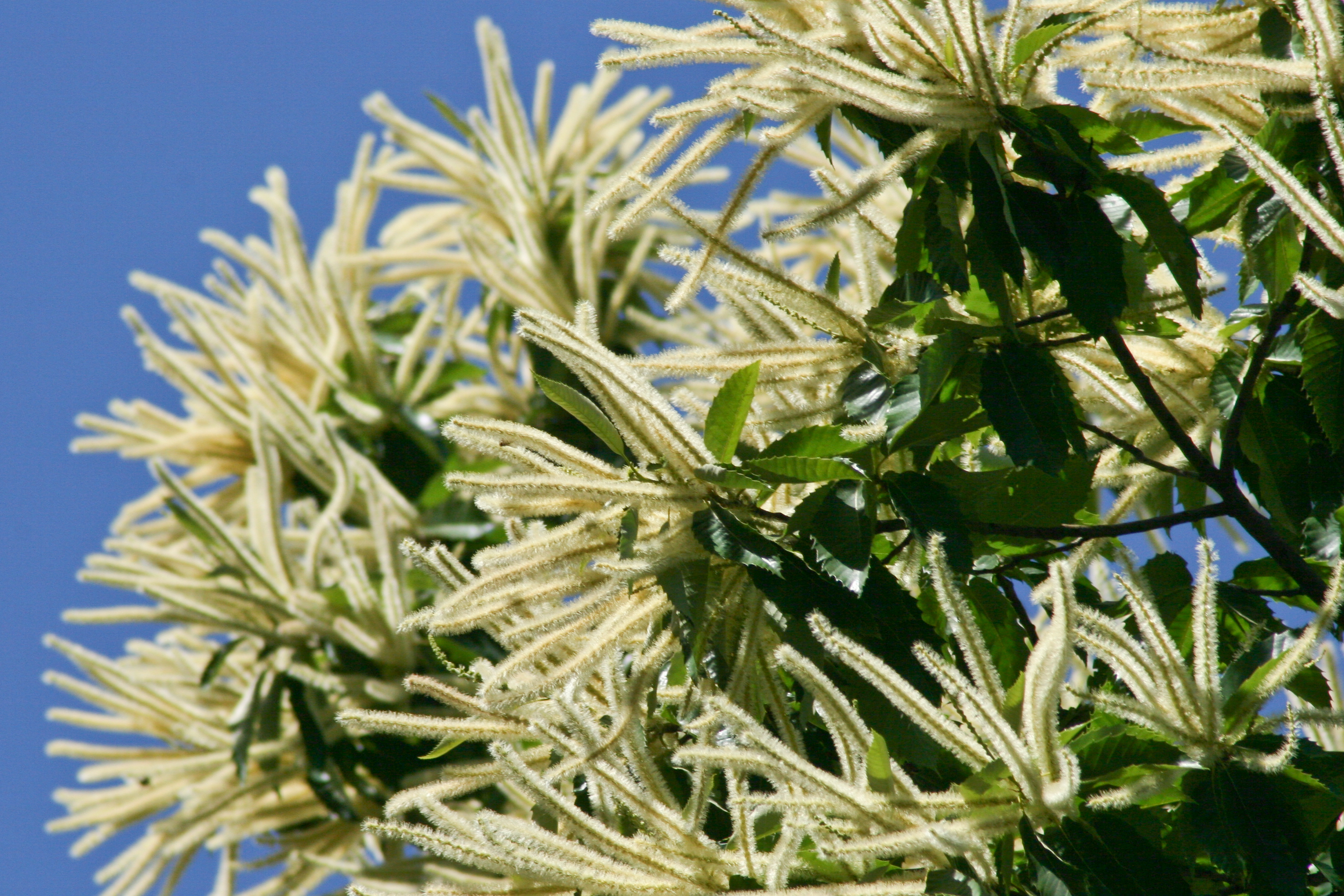
Квіти каштана їстівного

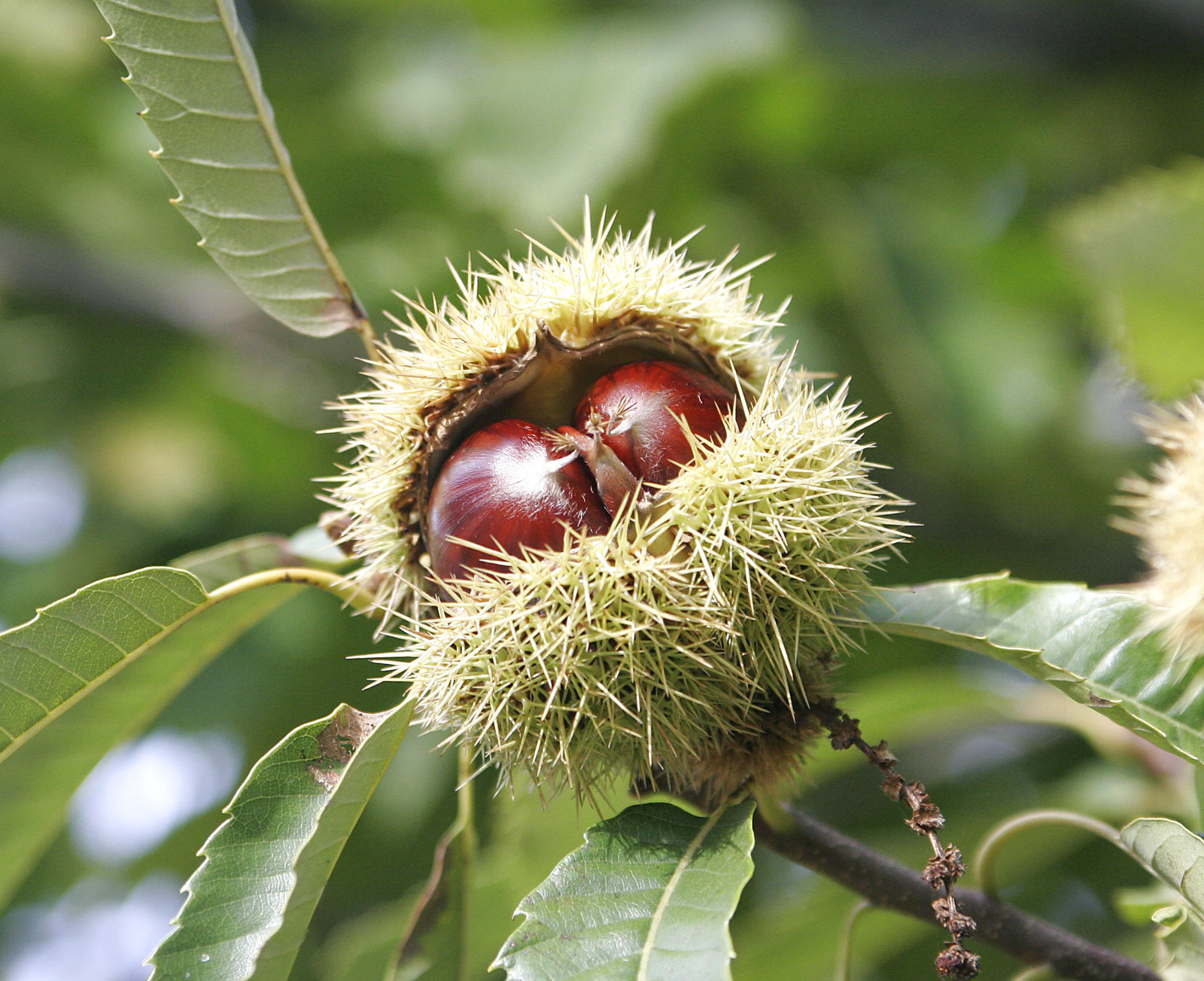
Стиглий плід з насінням

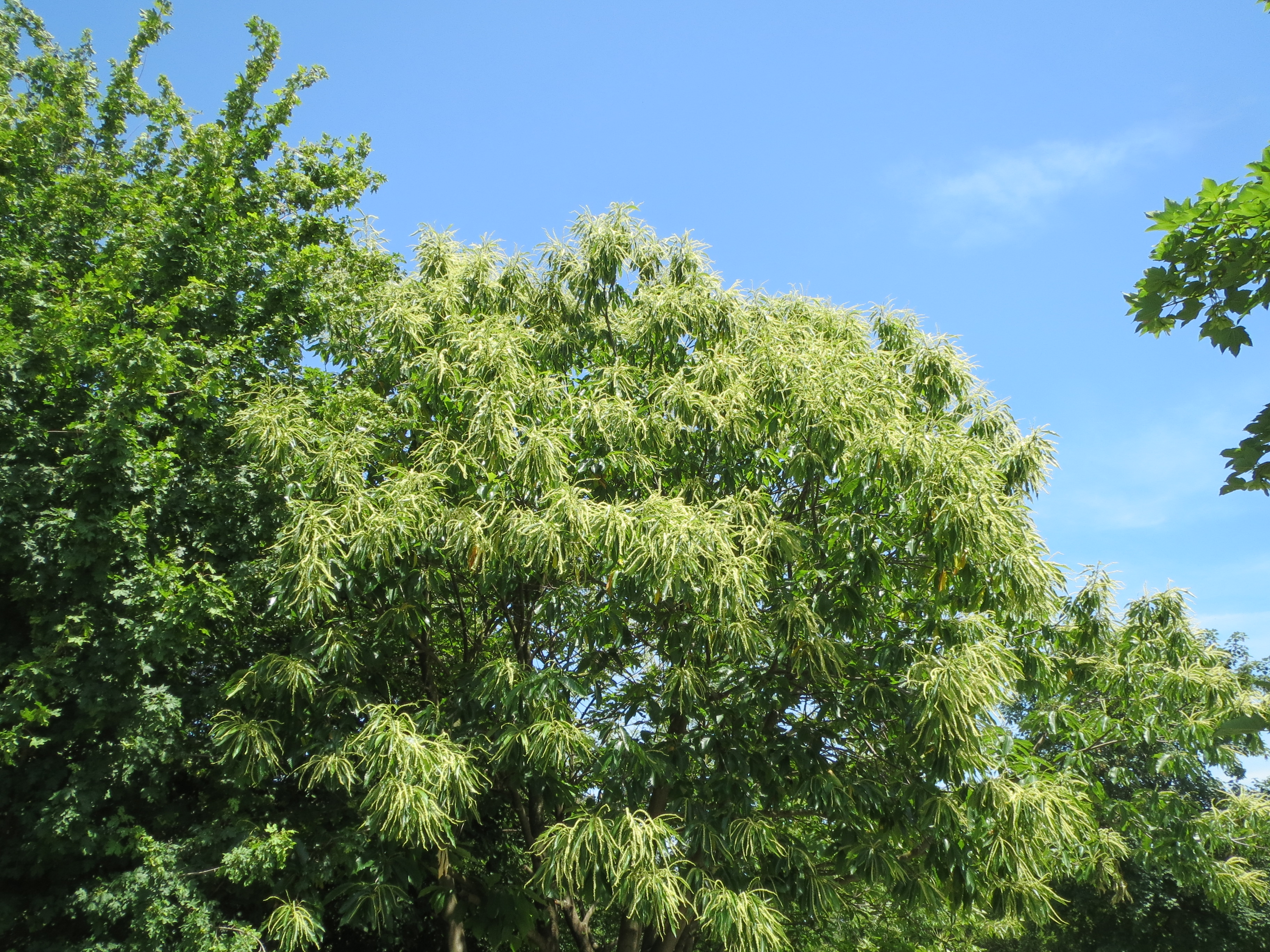
Цвітіння

Дерево заввишки 20-35 м, діаметр стовбура може сягати 2 м, зрідка може набувати форми чагарника. У молодих рослин стовбур прямий, з гладкою корою, яка з віком набуває темно-коричневого кольору і вкривається глибокими поздовжніми тріщинами. Крона каштана їстівного розлога, правильної яйцеподібної або овальної форми, сягає 18-20 м у перетині.
Деревина має добре помітні річні кільця і промені. Заболонь вузька, блідо-жовта. Деревина та кора каштана містять велику кількість таніну.
Коренева система добре розвинена. Дерево має стрижневий корінь з відносно невеликою кількістю бічних відгалужень.
Листя велике, до 25 см завдовжки, довгасто-еліптичне або ланцетне, часто із серпоподібними зубцями. В молодому віці воно червонувате, знизу опушене, улітку — жовтувато-темно-зелене, восени — яскраво-жовте. Листя каштана розвивається симподіально, тобто верхівкова брунька восени відмирає, а навесні лінійний ріст пагона продовжується за рахунок однієї з бічних бруньок.
Квітне каштан після розпускання листя. У низовинних місцях й у рідколіссях — в середині липня, а в горах — на початку липня. Цвітіння рясне й триває 15-18 днів. Квітки каштана зібрані в довгі колосоподібні суцвіття. Довгі суцвіття чоловічих квіток завдовжки 10-20 см надають дереву привабливого вигляду, особливо у вітряну погоду. У нижній частині квітконоса розташовані жіночі квіти, а вище — чоловічі. Квіти білуваті з жовтим відтінком, духмяні.
Плоди каштана — горіхи, що знаходяться в колючій плюсці у кількості від 1 до 3 штук, мають блискучу, переважно голу, шкірно-деревнисту оболонку коричневого кольору. Сім'я плоду — гранчасто-кулясте, у тонкій оболонці буруватого відтінку. Сім'ядолі м'ясисті, світло-кремового кольору, мають багатий хімічний склад та високу харчову цінність. Вага горішків коливається від 17 до 20 г.

## Поширення
Це теплолюбне дерево зростає в вологих субтропічних районах, де на рік випадає не менш ніж 600 мм опадів. Первинний ареал виду охоплював Західний Кавказ, Закавказзя, Північне Середземномор'я. Вже в античну добу їстівні каштани почали вирощувати на плантаціях, тому зараз вони зустрічаються на півдні Англії, Ірландії, Скандинавії, в Німеччині, Швейцарії, Угорщині, Молдові, Західній Україні, на Південному березі Криму, у Краснодарському краї. Промислові насадження зосереджені в Середній та Південній Франції, Іспанії та Італії.
Каштан їстівний поступово розповсюджується з рівнин Закарпаття у карпатські ліси до висоти 600 м. Застосовуючи ступінчасту акліматизацію, був перенесений у дендропарк та лісгоспзаг Львівського лісотехнічного інституту. У дендропарку ще в 1949 р. успішно акліматизувався, плодоносить, дає схоже насіння. Найстаріше каштанове дерево у світі росте на острові Сицилія, за 8 км від кратера Етни. За різними оцінками, його вік складає від двох до чотирьох тисяч років.

## Екологія
Середній вік дерев каштану їстівного становить 200—300 років, проте подекуди зустрічаються екземпляри діаметром близько 2,5 м, вік яких становить 600—800 років. Деякі каштани-довгожителі набагато перевищують вік 1000 років: були описані дерева до 26 м в обхваті. Відомий каштан Етни, що складався з п'яти стовбурів, мав 64 м в обхваті та вік 3000 років.
Каштани відрізняються високим темпом росту в молодості, вологість повітря і ґрунту є основними умовами для успішного їх розвитку. Хоча каштан найкраще росте на родючих ґрунтах, він може рости на кам'янистих і навіть на піщаних ґрунтах. Страждає від зимових морозів, а ще більше — від весняних та осінніх ранкових приморозків. Дерево переносить помірне затінення і відносно мало та рідко зазнає ураження комахами. Посуху, завдяки добре розвиненому вглиб корінню, переносить цілком нормально.
Запилення відбувається за допомогою вітру та комах. Вітром пилок може розноситися на відстань до 100 км, проте достатня для запліднення кількість пилку спостерігається лише на відстані 20-30 м від дерева. У природі зареєстровано 134 види комах — запилювачів каштану, переважно це жуки і бджоли. Запилення перехресне. Дикі дерева починають плодоносити з 25-30 років, культурні — з 40-60-річного віку. Їстівні каштани придатні до культивування на всіх теренах України. Для отримання саджанців та паростків слід восени посадити їх плоди у ґрунт не глибше, ніж на 3-5 см. Бажано прикрити посадку від морозу опалим листям. Для посадки годяться лише свіжі, а не висушені каштани.
У природі плодами каштанів живляться дикі кабани, вивірки, ворони та сойки. Дехто з них влаштовує комори з запасом плодів на зиму, частина плодів з невикористаних комор навесні проростає. Також каштани утворюють мікоризу, тому під ними завжди багато грибів, що слугує додатковим джерелом доходу для фермерів, які займаються вирощуванням цієї культури.

## Застосування

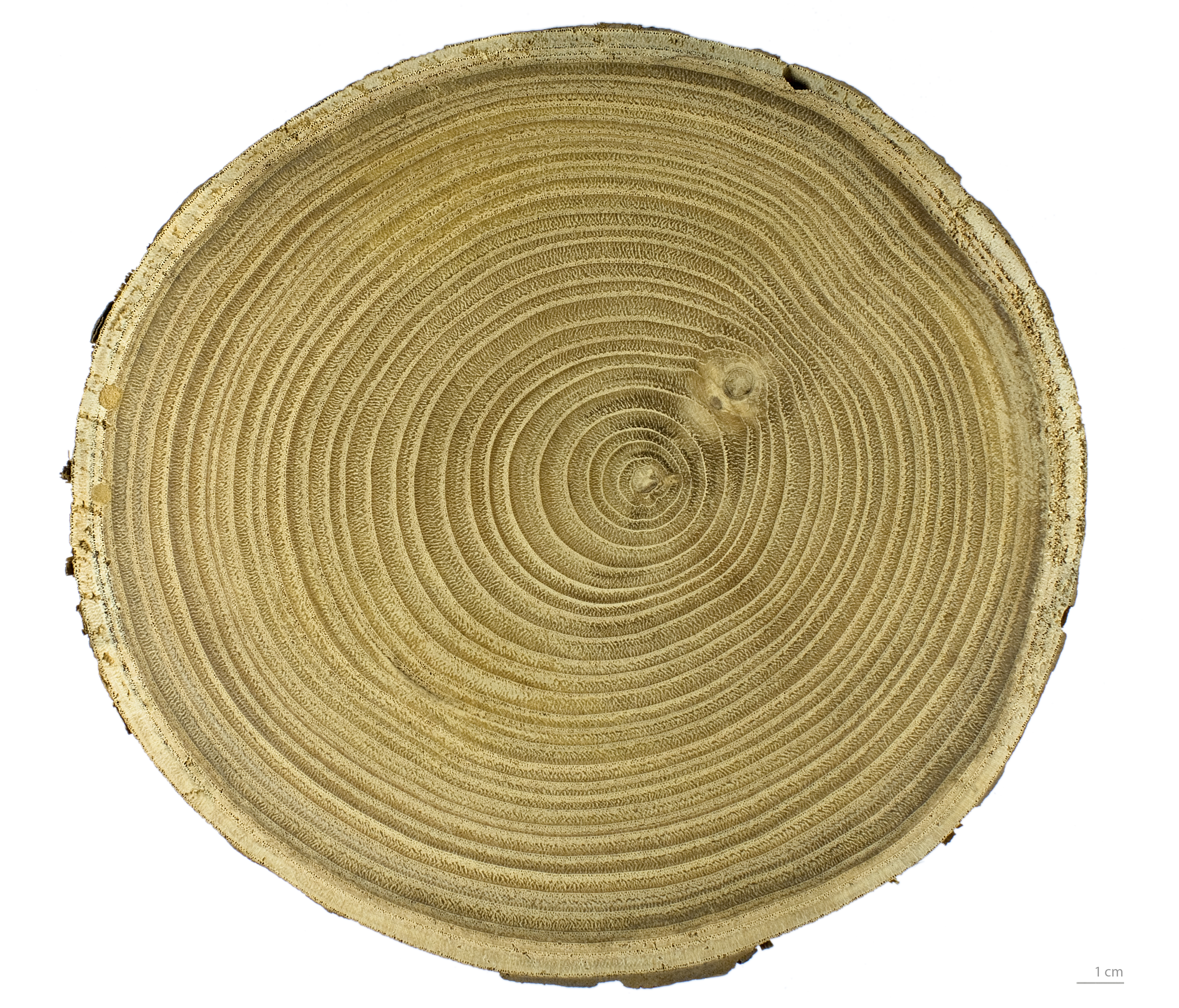
Стовбур каштана у розрізі

### Господарство
Каштан їстівний дає високоякісну деревину: красиву, міцну, легку та довговічну. Дошки з каштана не гниють при підвищеній вологості, що високо цінується в субтропіках, вони йдуть на виготовлення меблів, а також використовуються у будівельній справі. З одного дерева можна отримати 4-6 м³ цього матеріалу. В минулому кору каштана застосовували для дублення шкір.
Для бджіл чоловічі квітки каштана є джерелом пилку, а жіночі — нектару. Загалом з 1 га насаджень можна отримати 500—600 кг бурштинового меду. Проте він має рідку консистенцію, а іноді й гіркуватий смак, тому цінується не надто високо.

### Кулінарія

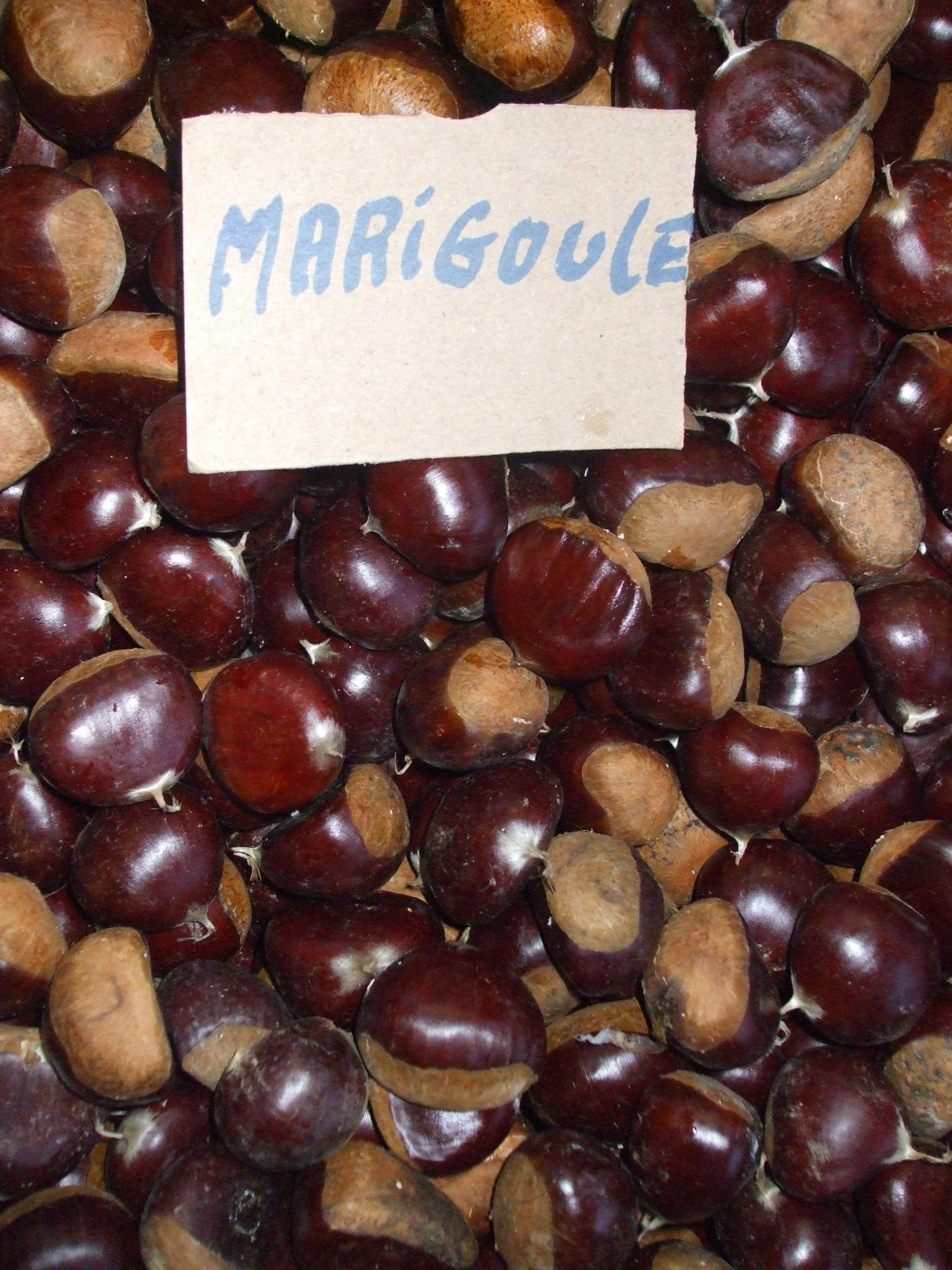
Горіхи каштана їстівного на ринку у Франції

Головний продукт, заради якого вирощують це дерево — горіхи. Вони дуже поживні, містять багато білку, незамінних амінокислот, вуглеводів і мало клітковини. Через високий вміст крохмалю і глюкози вони швидко псуються. Це відрізняє їх від справжніх горіхів, які багаті переважно жирами. Невелика кількість жиру, що міститься у каштанах, складається переважно з лінолевої та ліноленової кислот (550—718 мг% та 78-92 мг% відповідно). З мінеральних речовин у них міститься багато калію, проте каштани бідні на натрій. Крім того, в плодах можна знайти термостабільні вітаміни В2, В3.
З одного дерева можна отримати 100—200 кг плодів. З давніх часів їх використовують у їжу в сирому, смаженому, вареному або печеному вигляді. Для заготівлі користуються такими методами як сушіння та копчення. На Корсиці, де каштани є одним з основних продуктів, з них виготовляють борошно, проте через відсутність у плодах проламінів та глютену, його можна використовувати лише в суміші з пшеничним. З Середземномор'я каштани були запозичені західними європейцями, зокрема, набула популярності гуска, фарширована каштанами. У промисловому виробництві подрібнені каштани використовують як начинку або посипку для тортів, печива, морозива, тістечок, цукерок, в розмеленому вигляді — як замінник кави. Через великий вміст вуглеводів каштани інколи переробляють на харчовий спирт, на Корсиці та в Швейцарії з них варять пиво, в Італії та Франції — виготовляють лікер.
Крім того, плоди згодовують тваринам. В Іспанії, Південній Італії, на Корсиці особливо високо цінується м'ясо свиней, відгодованих виключно каштанами та жолудями. М'ясо таких тварин йде на приготування салямі. Поширеним наїдком є смажені каштани.

### Медицина
Свіже листя каштана використовують у народній медицині для лікування проносу, ран, кашлю; для фарбування тканин; в обмеженій кількості — для виготовлення лосьйонів. Опале листя використовують як підстилку у стайнях або як добриво.

### Садівництво
За красою каштан їстівний може скласти конкуренцію дубу. Це одне з найкрасивіших листопадних дерев, зі струнким стовбуром, правильною кулястою густою ясно-зеленою кроною й великим орнаментальним листям, яке восени набуває чисто жовтого кольору.
Відомі численні декоративні форми, що розрізняються конфігурацією й забарвленням листя, величиною й кольором плодів, строками їхнього дозрівання.
Найпоширеніші форми:
- пірамідальна (f. pyramidalis) і близька до неї (f. fastigiata) — з гілками, спрямованими майже вертикально вгору, які утворюють пірамідальну крону;
- розрізнолиста (f. asplenifolia) — частина листя з нерівномірно-лопатевими або зубчастими краями, інші — майже типові, але більше глибоко-зубчасті;
- круглолиста (f. rotundifolia) — з листками округлої форми;
- золотаво-плямиста (f. aureo-maculata) — з жовтими плямами на листах;
- сріблясто-строката (f. argenteo-variegata) — з білими плямами на листах;
- золотаво-оторочена (f. aureo-marginata) — листя, облямоване жовтою смужкою;
- сріблясто-оторочена (f. argenteo-marginata) — листя, облямоване білою смужкою;
- пурпурна (f. purpurea) — з пурпуровим листям;
- гола (f. glabra) — з більшими, щільними, голими, блискучими листками.

## Синоніми
- Castanea castanea (L.) H.Karst.
- Castanea prolifera (K.Koch) Hickel
- Castanea sativa f. discolor Vuk.
- Castanea sativa var. hamulata A.Camus
- Castanea sativa var. microcarpa Lavialle
- Castanea sativa var. prolifera K.Koch
- Castanea sativa var. spicata Husn.
- Castanea vesca Gaertn.
- Castanea vulgaris Lam.
- Fagus castanea L.
- Fagus castanea var. variegata Weston
- Fagus procera Salisb.[4]